# Rudi Dujc
Rudi Dujc, slovenski gospodarstvenik in politik, * 30. september 1939, Škoflje, Divača, † 11. julij 1993, Izola.

## Življenje in delo
Rodil se je v kmečki družini. Osnovno šolo je obiskoval v Vremskem Britofu, nižjo gimnazijo v Murski Soboti (1953-1959), ostal naslednji dve leti na domači kmetiji, nato nadaljeval šolanje na srednji ekonomski šoli v Kopru. Po maturi 1959 je študiral na ljubljanski ekonomski fakulteti in 1964 diplomiral.  V letih 1965−1975 je opravljal različna dela v koprskem podjetju Interevropa, nato pa je bil podpredsednik Izvršnega sveta občine Koper. Od 1977 je bil član poslovodnega odbora Luke Koper, 1982-86 njegov predsednik, nato namestnik predsednika, od 1990 glavni direktor. Zaslužen je za modernizacijo pristanišča, uveljavljanju specializacije dela ter mednarodni uveljavitvi luke. Luka Koper je pod njegovim vodstvom doživela vzpon in se uveljavila kot ena vodilnih luk srednjeevropskega prostora. Razen rednega dela je imel še druge zadolžitve. Bil je član republiškega Komiteja za promet in zveze, član skupščine Gospodarske zbornice, član splošnega združenja prometa in zvez Slovenije itd. Za uspešno delo je prejel vrsto družbenih priznanj: priznanje občine Koper s plaketo (1987), red zaslug za ljudstvo s srebrno zvezdo (1987) ter Kraigherjevo nagrado (1989) za izjemne gospodarske dosežke.

## Skici
1. 1 2  Istrapedia
2. ↑  Osebnosti. Ljubljana: MK. 2008.
3. ↑  Primorski slovenski biografski leksikon (1993). Snopič 19. Gorica: Goriška Mohorjeva družba